# Amazopimpla guayanaensis
Amazopimpla guayanaensis là một loài tò vò trong họ Ichneumonidae.